# 바베스열원충속
바베스열원충속(Babesia)은 정단복합체충문에 속하는 원생생물 속의 하나이다. 혈액 속에 기생하며, 용혈성 질환인 바베스열원충증을 일으키는 바베스열원충을 포함하고 있다. 바베스열원충속은 100여 종 이상이 알려져 있지만, 사람을 감염시키는 종은 아주 일부만이 알려져 있다.

## 하위 종
- 텍사스바베스열원충 (Babesia bigemina)
- 쇠바베스열원충 (Babesia bovis)
- Babesia canis
- Babesia cati
- 분기바베스열원충 (Babesia divergens)
- Babesia duncani
- Babesia felis
- 개바베스열원충 (Babesia gibsoni)
- Babesia herpailuri
- Babesia jakimovi
- Babesia major
- 쥐바베스열원충 (Babesia microti)
- Babesia ovate
- Babesia pantherae